# Tambaur Ahmadabad
Tambaur Ahmadabad is een nagar panchayat (plaats) in het district Sitapur van de Indiase staat Uttar Pradesh. 

## Demografie
Volgens de Indiase volkstelling van 2001 wonen er 19.683 mensen in Tambaur Ahmadabad, waarvan 53% mannelijk en 47% vrouwelijk is. De plaats heeft een alfabetiseringsgraad van 32%. 